# Кокбулак (Байганінський район)
Кокбула́к (каз. Көкбұлақ) — село складі Байганінського району Актюбінської області Казахстану. Входить до складу Карауилкелдинського сільського округу.
Населення — 242 особи (2021; 263 у 2009, 462 у 1999, 613 у 1989).